# Mary Jane Warfield
Mary Jane Warfield Clay (20 de enero de 1815 - 29 de abril de 1900) fue una de las primeras líderes del movimiento sufragista en Kentucky; ella comenzó formando un club de sufragio en su casa en 1879. Su experiencia y éxito como gerente de una granja incluyeron su agudo sentido comercial en medio de la Guerra Civil, como vender suministros de su granja a las fuerzas de la Unión y Confederadas cuando cada uno ocupaba La Mancomunidad. Su trabajo más activo en el movimiento de sufragio fue alentar y apoyar a sus hijas, que se convertirían en las sufragistas de Kentucky más conocidas del siglo XIX y principios del XX.

## Antecedentes y primeros años
MJ Warfield Clay era la hija de Maria Barr y la Dra. Elisha Warfield, la sexta hija de doce. Ella creció en una granja de caballos de pura sangre, The Meadows, en el lado noreste de Lexington, Kentucky y fue parte de una escena social de élite basada en la esclavitud y la industria de sangre pura.
El 26 de febrero de 1833, se casó con el orador, abolicionista y político Cassius Marcellus Clay (1810-1903). Según su hija, Mary Barr Clay , MJ Warfield Clay se convirtió en una fuerte defensora de la emancipación de los esclavos después del matrimonio, y apoyó la carrera política de su esposo incluso cuando él hizo muchos enemigos y fue víctima de multitudes pro esclavitud.